# Palacio Real (Siena)
El palacio Real de Siena (en italiano: Palazzo Reale), anteriormente palacio Petrucci (Palazzo Petrucci), es un edificio histórico de la ciudad italiana de Siena ubicado en la plaza Jacopo della Quercia, frente a la catedral de Santa Maria Assunta

## Historia y descripción
El palacio fue hecho edificar en la segunda mitad del Quattrocento por Jacopo Petrucci, hermano de Pandolfo (1452–1512). Jacopo había comprado algunos edificios propiedad del  Hospital Santa Maria della Scala  para convertirlos en su residencia urbana. El palacio pasó luego al hijo de Jacopo, el cardenal Raffaello Petrucci. Después del final de la República de Siena, derrotada por Florencia, en el último cuarto del Cinquecento, los Petrucci lo vendieron a los Medici, nuevos señores de Siena.
Ampliado del lado del avance del Duomo Nuovo en el siglo XVI, fue diseñado por Bernardo Buontalenti por cuenta de los Medici y reconstruido en 1590-1594. Símbolo, con la fortezza Medicea, del dominio florentino sobre la ciudad, fue la residencia del gobernador del Estado de Siena bajo el Gran Ducado de Toscana.
Para Matías de Médici, el tercer hijo masculino del gran duque de Toscana Cosimo II y de su esposa María Magdalena de Austria, y gobernador de Siena de 1629 a 1667, es probablemente la última intervención significativa. Mattias encargó al arquitecto  Benedetto Giovannelli Orlandi (1602-1676) que acometiera a una importante reestructuración del edificio, durante la cual se convirtió en un verdadero palacio. Mientras encargaba al pintor Domenico Manetti L'abbraccio fra la Pace e la Giustizia [El abrazo entre Paz y Justicia], destinado a las salas del Palacio Real, ahora conservado en la Pinacoteca Nacional de Siena. Además, adyacente al edificio, en un ala del avance del Duomo Nuovo, Matias construyó el Saloncino, un pequeño teatro de la corte otorgado en 1690 a la Accademia dei Rozzi por el gran duque Cosimo III.
Con la Unificación de Italia, el palacio Real pasó a albergar la Prefectura y la administración provincial de Siena: desde entonces también se conoce como el "palacio del Gobierno" "palazzo del Governo".

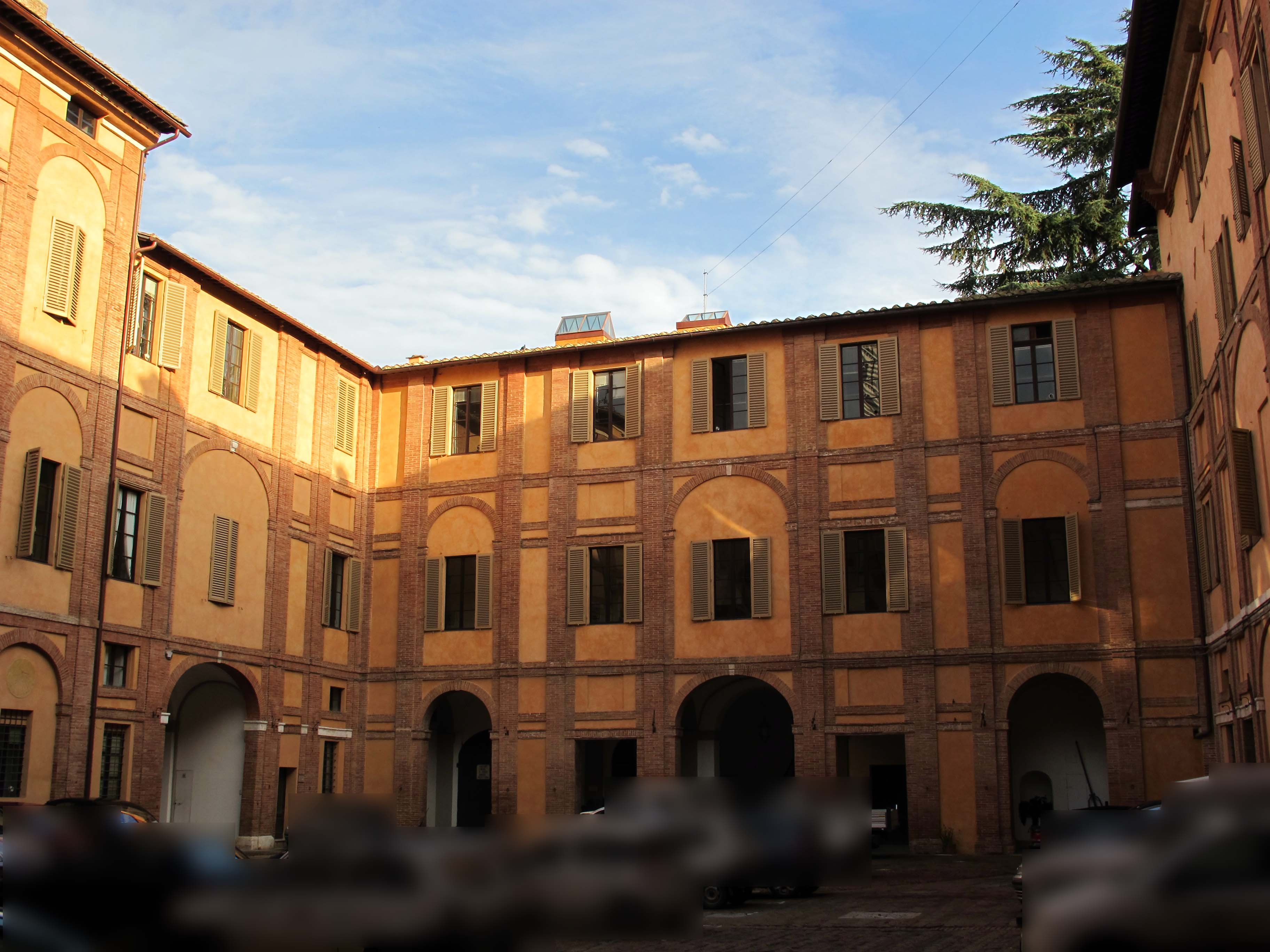
El patio del Buontalenti
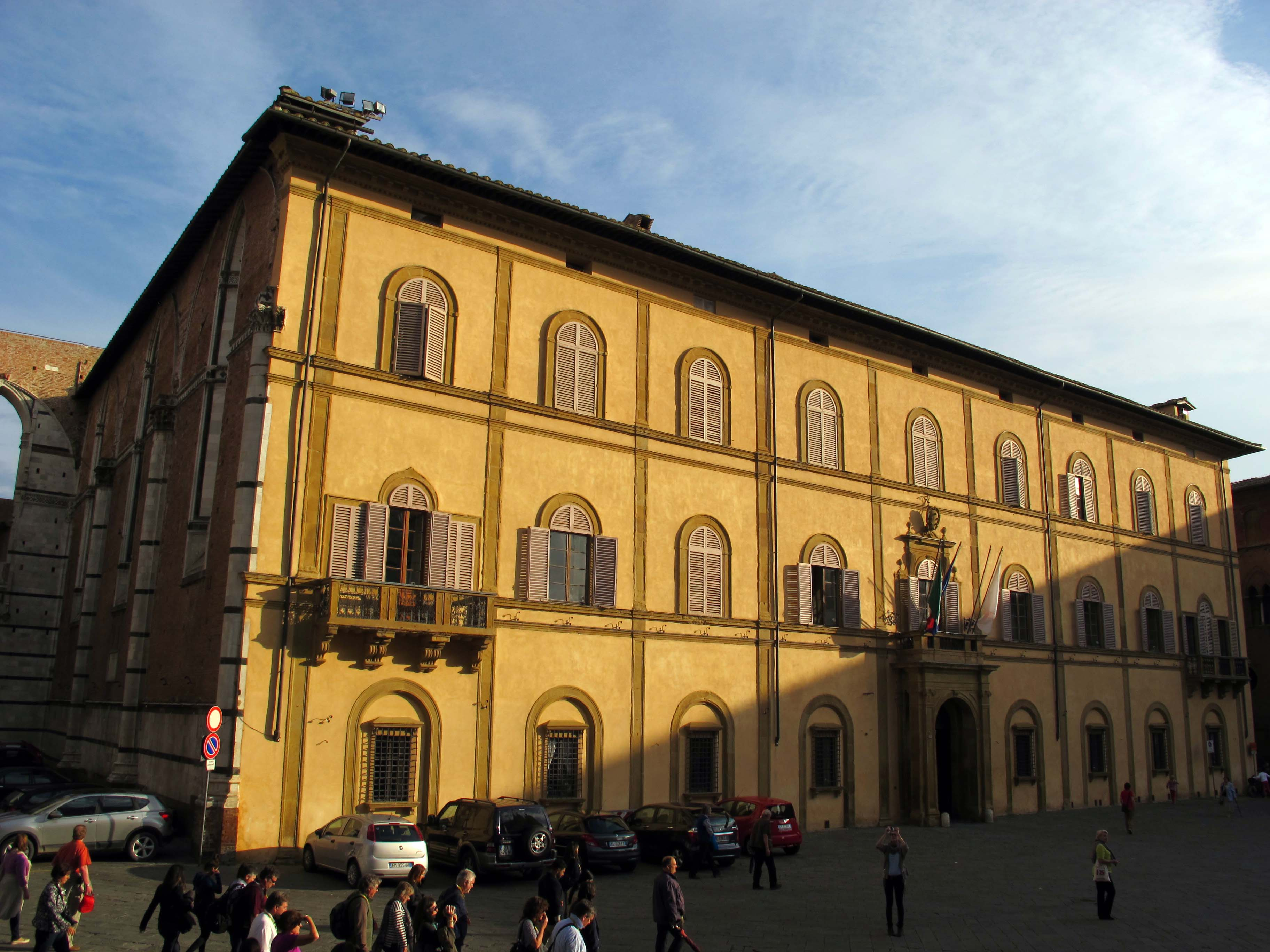
La fachada